# Ley de Obediencia Debida
La ley de Obediencia Debida  ou loi n° 23.521 (en français, « loi de l'Obéissance due ») est une loi portant sur la dictature militaire argentine, promulguée en Argentine le 4 juin 1987 sous le gouvernement de Raúl Alfonsín, et abrogée en 2003. 

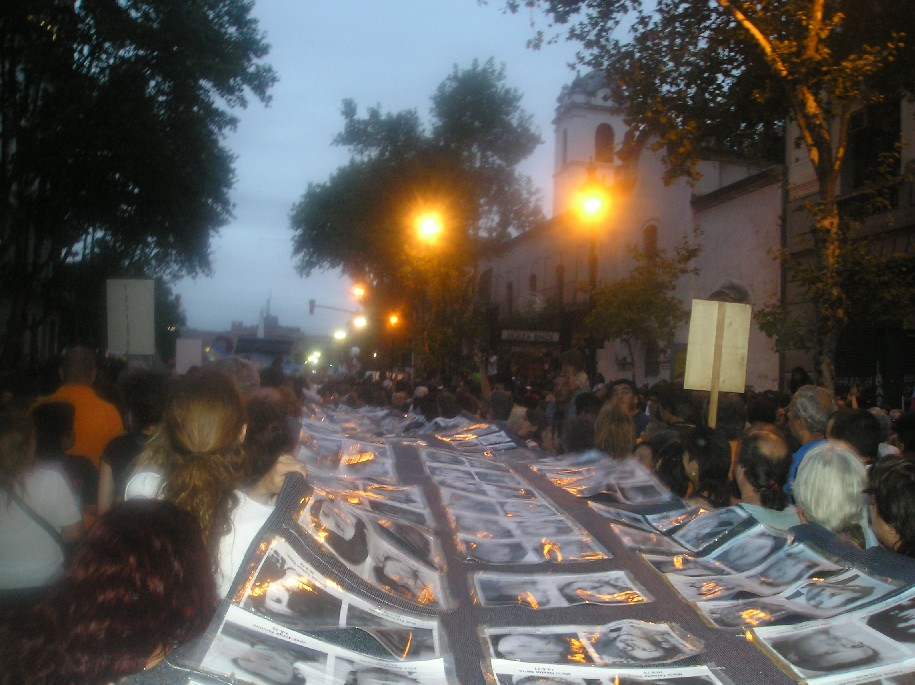
Défilé avec des photos de disparus lors du trentième anniversaire du coup d'État militaire de 1976, le 24 mars 2006.

## Contexte de la loi
Le texte analysé est rédigé en 1987, par le président Raúl Alfonsín. Il s’agit de la loi du Devoir d’Obéissance qui est un document amnistiant tous les militaires argentins des actes criminels que ceux-ci pratiquaient lors de leur exercice du pouvoir politique de 1976 à 1983. Ce texte a été adopté sous la prédidence de Raul Alfonsin, président démocratique de l’Argentine à cette époque et appartenant au parti politique de l’UCR, Union civique radicale, un parti de gauche prônant l’égalité des hommes.  Étant élu en octobre 1983, Alfonsin avait pour but de freiner les militaires en faisant cesser leur pouvoir politique afin d'empêcher une éventuelle nouvelle dictature sur l’Argentine. Alfonsin avait alors intenté un procès contre les forces militaires pour violation des droits de l’homme durant leur dictature sur le pays de 1976-1983.  Ce procès condamnait à perpétuité plusieurs hauts dirigeants de l’armée et c’était, selon le peuple, les conséquences de leurs actes. Malgré tout, sous la forte pression des militaires durant les années 1986-1987, notamment avec de nombreuses rébellions armées, le gouvernement d’Alfonsin a dû faire un compromis avec ceux-ci et imposer deux loi pouvant amnistier les nombreux coupables : la loi du Point final (1986) et la loi du Devoir d’Obéissance (1987).

## Article de la loi
LOI N° 23521
Article 1er - Il est présumé, sans admettre de preuve contraire, que ceux qui à la date du fait incriminé émargeaient comme officiers en chef, officiers subalternes, sous-officiers et hommes de troupe des forces armées, de sécurité, policières et pénitentiaires, ne sont pas punissables des délits auxquels se réfère l'article 10,point l,de la loi n° 23.049 (1), pour avoir agi en vertu du devoir d'obéissance. La même présomption s'appliquera aux officiers supérieurs qui n'auraient pas émargé comme commandant en chef, chef de zone, chef de sous-zone ou chef de force de sécurité, policière ou pénitentiaire s'il ne leur est pas imputé judiciairement, dans les trente jours suivant la promulgation de cette loi, qu'ils jouissaient de capacité de décision ou qu'ils participaient à l'élaboration des ordres.
Dans ces cas il sera considéré de plein droit que les personnes mentionnées ont agi sous coercition dans la subordination à l'autorité supérieure et en accomplissement des ordres reçus, sans faculté ou possibilité d'examen, d'opposition ou de résistance aux ordres quant à leur opportunité et légitimité. 
Article 2 - La présomption établie à l'article antérieur ne sera pas applicable aux cas de délits de viol, enlèvement et dissimulation de personnes mineures ou substitution de leur état civil (2), et d'appropriation par extorsion d'immeubles. 
Article 3 - La présente loi s'appliquera d'office. Dans les cinq jours suivant son entrée en vigueur, pour tous les procès en cours et quel que soit leur état de procédure, le tribunal auprès duquel ils sont ouverts arrêtera sans autre formalité concernant le personnel énuméré à l'article 1er, premier paragraphe, la mesure prévue à l'article 252 bis du Code de justice militaire ou laissera sans effet la citation à comparaître pour déposition d'instruction, selon le cas. D 1222-1/2 Le silence du tribunal durant le délai indiqué, ou durant celui prévu au deuxième paragraphe de l'article 1er, produira les effets stipulés au paragraphe précédent, avec force de chose jugée. Si, dans le procès ouvert, n'a pas été précisé le grade ou la fonction qu'avait à la date des faits la personne appelée à déposer pour instruction, le délai courra à partir de la présentation du certificat ou du rapport signé par l'autorité compétente qui l'accrédite.
Article 4 - Sans préjudice des dispositions de la loi n° 23492 (3), dans les procès pour lesquels n'aurait pas expiré le délai prévu à l'article 1er de ladite loi, il ne pourra être expédié de citation à comparaître pour déposition d'instruction aux personnes mentionnées dans l'article 1er, premier paragraphe, de la présente loi. 
Article 5 - Au sujet des décisions concernant l'application de la présente loi, sera reçu en pourvoi ordinaire devant la Cour suprême de justice de la nation, celui qui sera formé dans les cinq jours suivant leur notification. Si la décision est tacite, le délai courra à partir du jour où elle est tenue pour prononcée conformément aux dispositions de la présente loi. 
Article 6 - L'article 11 de la loi n° 23.049 ne sera pas applicable au personnel énuméré a l'article 1er de la présente loi (4). 
Article 7 - Communication en sera faite au pouvoir exécutif. Faite en la salle de séances du Congrès argentin, à Buenos-Aires, le 4 juin 1987. Enregistrée sous le n° 23521.

## Critique interne de la loi
Dans cette courante loi, il est question d’amnistie envers les militaires. Tous les hommes de l’armée de l’Argentine qui étaient en fonction lors de la dictature et qui ont usé de violence sur la population ne sont pas punissables face à leurs crimes. Cependant, cette loi fait abstraction des cas de viols, d’enlèvement et autre crimes intolérables.
Dans ce document, on retrouve sept parties différentes. Celles-ci sont divisées par articles. En fait, chaque article précise la loi en tant que tel et se seconde, c’est-à-dire que l’article 2 peut porter une précision face à l’article précédent et ainsi de suite jusqu’à l’article 7. Le sujet qui lit la loi peut ainsi se référer au numéro de l’article pour se repérer.

### Amnistie des militaires argentins
Le thème principal en question s’agit de l’amnistie octroyée par le gouvernement argentin pour les crimes que les militaires ont commis durant les sept années où ils ont dirigé le pays. En effet, l’article premier cite : « Il est présumé, sans admettre de preuve contraire, que ceux qui à la date du fait incriminé émargeaient comme officiers en chef, officiers subalternes, sous-officiers et hommes de troupe des forces armées, de sécurité, policières et pénitentiaires, ne sont pas punissables des délits auxquels se réfère l’article 10, point 1, de la loi n. 23.049 (1), pour avoir agi en vertu du devoir d’obéissance.»  Avec ce premier article, on remarque que la loi offre une sécurité pour les militaires qui, jusqu’au jour où la loi a été rédigée, étaient jugés coupables de tous les abus physiques, vols, séquestrations qu’ils avaient commis. Ceci indique alors que tout crime commis lors des évènements précédents la nouvelle démocratie en argentine face aux militaires est maintenant vu comme devoir d’obéissance face aux ordres supérieurs et non plus comme acte criminel. L’article 2 porte une nuance à l’article précédent face à l’amnistie émise. Celui-ci dresse les crimes qui ne seront amnistiée, étant considérés comme violation du Code Criminel. Les auteurs de viols, d’enlèvements et de dissimulation de personnes mineures seront punis.

## Mesures d’application de la loi
Il est question de la mise en œuvre de la loi en vigueur. Le tribunal auquel les procès étaient en exécution, arrêtera toute activité 5 jours suivants la preuve que les auteurs ont fait partie formellement de l’armée : « La présente loi s’appliquera d’office. Dans les cinq jours suivant son entrée en vigueur, pour tous les procès en cours et quel que soit leur état de procédure, le tribunal auprès duquel ils sont ouverts arrêtera sans autre formalité, concernant le personnel énuméré à l’article premier, premier paragraphe, la mesure prévue à l’article 252 bis du Code de justice militaire ou laissera sans effet la citation à comparaître pour déposition d’instruction, selon le cas. » Alors, tout procès concernant les forces d’Argentine sera suspendu grâce à l’amnistie que ceux-ci ont pu obtenir. Les quatre articles suivants offrent les dispositions et les modifications qui seront apportées à la présente loi. En effet, selon l’article 5 : « Au sujet des décisions concernant l’application de la présente loi, sera reçu un pourvoi ordinaire devant la Cour suprême de justice de la nation, celui qui sera formé dans les cinq jours suivant leur notification. » En outre, tous les militaires ont réussi à recevoir une amnistie presque totale face aux crimes commis dans le passé sous prétexte que ceux-ci résultaient du devoir d’obéissance des ordres émis.

## Contenu de la loi
La loi établit que tous les officiers et leurs subordonnés, sauf preuve du contraire, ne peuvent être légalement accusés de crime commis durant
la dictature militaire argentine, car ils ne faisaient qu'obéir aux ordres de leurs supérieurs hiérarchiques. Cette loi a été adoptée un an après la ley de Punto Final (« loi du Point final ») afin de contenir le mécontentement des Forces armées. Elle exempte en effet le personnel militaire en dessous du grade de colonel de la responsabilité de ses crimes, qui comprenait les disparitions forcées, les détentions illégales, la torture et les meurtres. Le texte de loi est assez court, avec seulement 7 articles, dont le second contient une exception (la loi ne s'applique pas aux cas de viol, la disparition ou la falsification d'identité des mineurs, ou l'appropriation complète de l'immobilier).

## Abrogation
La ley de Obediencia Debida et la ley de Punto Final ont été abrogées par le Congrès national argentin en août 2003 par la loi no 25.779, autorisant la réouverture de procès portant sur des crimes contre l'humanité commis durant la dictature. Le premier de ceux-ci, le procès de Miguel Etchecolatz, second en chef de la police provinciale de Buenos Aires, se termina en septembre 2006 et fait jurisprudence en reconnaissant que le terrorisme d'État mis en place pendant la dictature était une forme de génocide,.